# 茅坪镇 (井冈山市)
茅坪镇，是中华人民共和国江西省吉安市井冈山市下辖的一个镇，2020年3月由原大陇镇与茅坪乡合并为茅坪镇。处于井冈山市中西部，2009人口4650人，面积40.05平方公里。此乡环内有红四军军部、中共井冈山前委和湘赣边界特委、红军医院等革命旧址。

## 行政区划
茅坪镇下辖以下地区：
茅坪村、马源村、太坪村、坝上村、神山村和桃寮村。

## 中国传统村落
2013年8月，茅坪村被评为第二批中国传统村落。